# L'Or bleu (série télévisée)
Production
Diffusion
L'Or bleu est une série télévisée française réalisée par Hippolyte Dard d'après un scénario de Marie-Anne Le Pezennec et Ludovic Lacroix.
Cette fiction dramatique est une production d'Authentic prod pour France 2,,.

## Distribution
- Barbara Probst :
- Samir Boitard :
- Tom Leeb :
- Éric Caravaca :
- Déborah Krey :
- Sylvie Granotier :
- Bernard Verley :
- Valérie Karsenti :
- Éric Savin :
- Guilaine Londez :

## Production

### Genèse et développement
La série est créée et écrite par Marie-Anne Le Pezennec et Ludovic Lacroix, et réalisée par Hippolyte Dard,,.
La production est assurée par Aline Panel pour Authentic prod,.

### Tournage
Le tournage de la série se déroule du 19 mars au 8 juillet 2025 en Provence, entre autres à Carpentras dans le département de Vaucluse,,,,.

### Fiche technique
Sauf indication contraire, les informations mentionnées dans cette section peuvent être confirmées par la base de données cinématographiques Allociné,  présente dans la section « Liens externes ».
- Titre français : L'Or bleu
- Genre : Drame
- Création : Marie-Anne Le Pezennec et Ludovic Lacroix[1],[4],[3],[5],[6]
- Réalisation : Hippolyte Dard[4],[3],[5],[6]
- Scénario : Marie-Anne Le Pezennec et Ludovic Lacroix[1],[4],[3],[5]
- Photographie : Thomas Lerebour,[3]
- Production : Aline Panel[1],[3]
- Société de production : Authentic prod[1],[2],[3]
- Société de distribution : France Télévisions[1],[4],[5]
- Pays de production :  France
- Langue originale : français
- Format : couleur
- Nombre de saisons : 1
- Nombre d'épisodes : 8
- Durée : 52 minutes
- Dates de première diffusion :